# Grive
Grive (znanstveno ime Ramaria) so rod gliv iz družine žilolistark (Gomphaceae). Ime rodu izhaja iz latinske besede rāmus za vejo in se nanaša na njen razvejan trosnjak.

## Značilnosti
Trosnjaki spominjajo na morske korale, so pokončni in zapleteno viličasto ali pernato razvejani. Barve vej segajo od svetlo rumene, oranžne, rožnate in rdeče do rjave ali bele, s starostjo včasih zbledijo. So mesnate a krhke in se hitro zlomijo.
Bet je debel, mesnat in pogosto s čebulasto podlago. Včasih je drugačne barve kot veje.
Vonj je lahko pomemben za določevanje, a se po nabiranju hitro izgubi. Nekatere vrste imajo grenak okus, kot na primer strupena bleda griva.
Trosni odtis je oker, rjasto rjav ali rumenkasto rjav. Trosi so pogosto bradavičasto ali progasto ornamentirani. Micelijske zaponke so prisotne v vseh tkivih.
Večina vrst tvori mikorizo, simbiotski odnos z drevesi, kar pomaga pri izmenjavi hranil v gozdnih ekosistemih. Nekatere so tudi saprotrofne, kot na primer čopičasta griva.
Najdemo jih v zmernih in tropskih gozdovih, pogosto v s humusom bogati zemlji ali v propadajočem lesu v primeru saprotrofnih vrst.
Od podobnih kijevk (Clavaria) jih ločimo po manj razvejani kijasti obliki. Grivače (Clavulina) pa imajo bel trosni prah.
- Ilustracija
- bradavičasti trosi
- progasti trosi

## Seznam griv Slovenije[5]
- zelenovršičkasta griva (Ramaria apiculata)
- zlata griva (Ramaria aurea)
- Bataillejeva griva (Ramaria bataillei)
- rdeča griva (Ramaria botrytis)
- škrlatna griva (Ramaria cacao)
- bukova griva (Ramaria fagetorum)
- finska griva (Ramaria fennica)
- rumena griva (Ramaria flava)
- grmovnata griva (Ramaria flavescens)
- prožna griva (Ramaria flavigelatinosa)
- rjastožolta griva (Ramaria flavobrunnescens)
- redkvičasta griva (Ramaria flavoides)
- lepa griva (Ramaria formosa)
- janeževa griva (Ramaria gracilis)
- ognjena griva (Ramaria ignicolor)
- gorjanska griva (Ramaria intimorosea)
- Largentova griva (Ramaria largentii)
- rumenkasta griva (Ramaria lutea)
- smrekova griva (Ramaria obtusissima)
- bleda griva (Ramaria pallida)
- pritlikava griva (Ramaria pumila)
- panjeva griva (Ramaria rubella)
- rdečkasta griva (Ramaria rufescens)
- krvobetna griva (Ramaria sanguinea)
- Schildova griva (Ramaria schildii)
- čopičasta griva (Ramaria stricta)
- prelestna griva (Ramaria subbotrytis)
- švedska griva (Ramaria suecica)
- rjaveca griva (Ramaria testaceoflava)
- tridentinska griva (Ramaria tridentina)